# Guido Reil
Guido Reil é um político alemão da Alternativa para a Alemanha que está servindo como membro do Parlamento Europeu.